# Cabuyao
Cabuyao is een stad in de Filipijnse provincie Laguna op het eiland Luzon. Bij de laatste census in 2010 telde de stad ruim 248 duizend inwoners.

## Geschiedenis
Op 16 mei 2012 ondertekende president Benigno Aquino III de wet die de gemeente Cabuyao in een stad omvormde. Op 4 augustus 2012 werd dit middels een volksraadpleging bekrachtigd

## Geografie

### Bestuurlijke indeling
Cabuyao is onderverdeeld in de volgende 18 barangays:
| - Baclaran - Banaybanay - Banlic - Barangay Dos - Barangay Tres - Barangay Uno - Bigaa - Butong - Casile | - Diezmo - Gulod - Mamatid - Marinig - Niugan - Pittland - Pulo - Sala - San Isidro |

## Demografie
Cabuyao had bij de census van 2010 een inwoneraantal van 248.436 mensen. Dit waren 43.060 mensen (21,0%) meer dan bij de vorige census van 2007. Ten opzichte van de census van 2000 was het aantal inwoners gegroeid met 141.806 mensen (133,0%). De gemiddelde jaarlijkse groei in die periode kwam daarmee uit op 8,83%, hetgeen hoger was dan het landelijk jaarlijks gemiddelde over deze periode (1,90%).

De bevolkingsdichtheid van Cabuyao was ten tijde van de laatste census, met 248.436 inwoners op 43,3 km², 5737,6 mensen per km².

## In het nieuws
- Bij een bankoverval op een vestiging van de Rizal Commercial Banking Corporation worden tien mensen doodgeschoten.[7]